# Isuzu Turquoise
Der Isuzu Turquoise ist ein 26–31 Sitzplätze Midibus den Isuzu für den europäischen Markt bei Anadolu Isuzu Otomotiv Sanayi ve Ticaret in der Türkei produziert. Als Isuzu Turkuaz wird er in der Türkei als Linienbus bzw. Überlandbus eingesetzt.
Im europäischen Binnenmarkt ist er als Isuzu Turquoise Euro bekannt. Er ist sowohl mit manuellem Schaltgetriebe als auch mit Halbautomatikgetriebe erhältlich. In Deutschland sind Antiblockiersystem, Retarder und Intarder, Standheizung, Tempomat, TV, Bordküche, Partikelfilter, Klimaanlage, Zentralverriegelung, Antriebsschlupfregelung, elektrisch zu bedienende Seitentüren und ein Kühlschrank serienmäßig verbaut. Der Motor erreicht die Schadstoffklasse Euro 5.

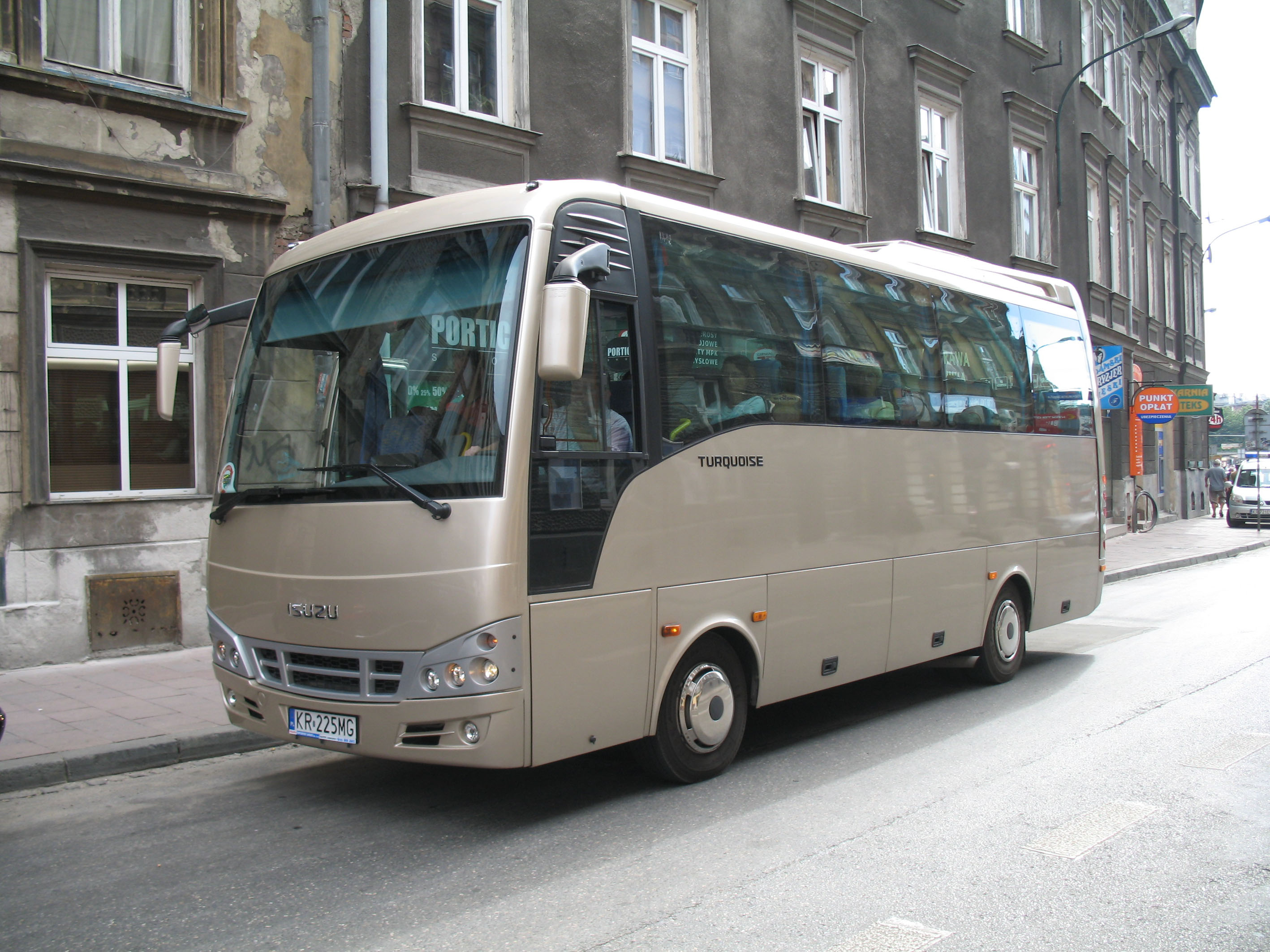
Isuzu Turquoise in Krakau
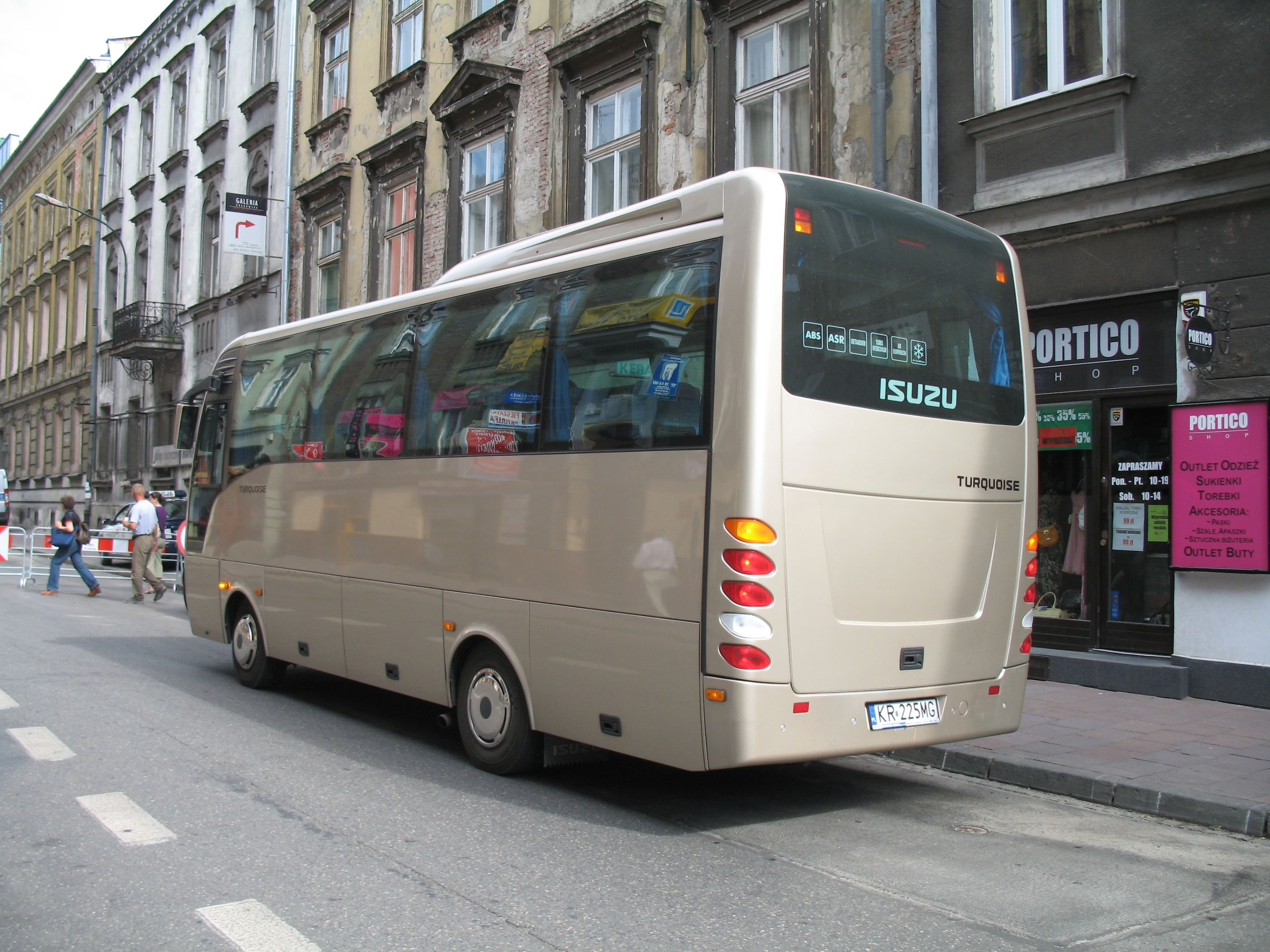
Isuzu Turquoise in Krakau
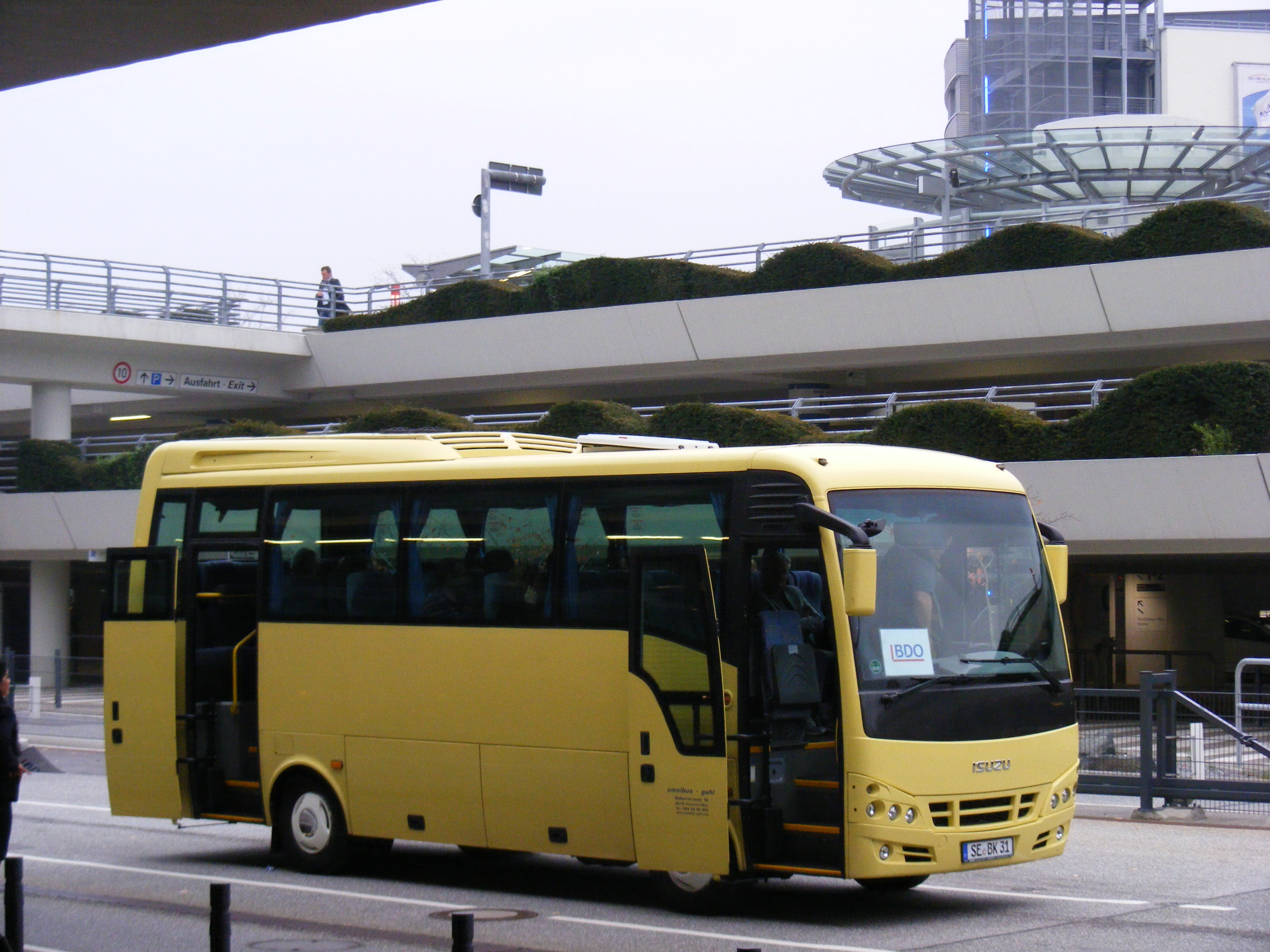
Isuzu Turquoise am Flughafen in Hamburg
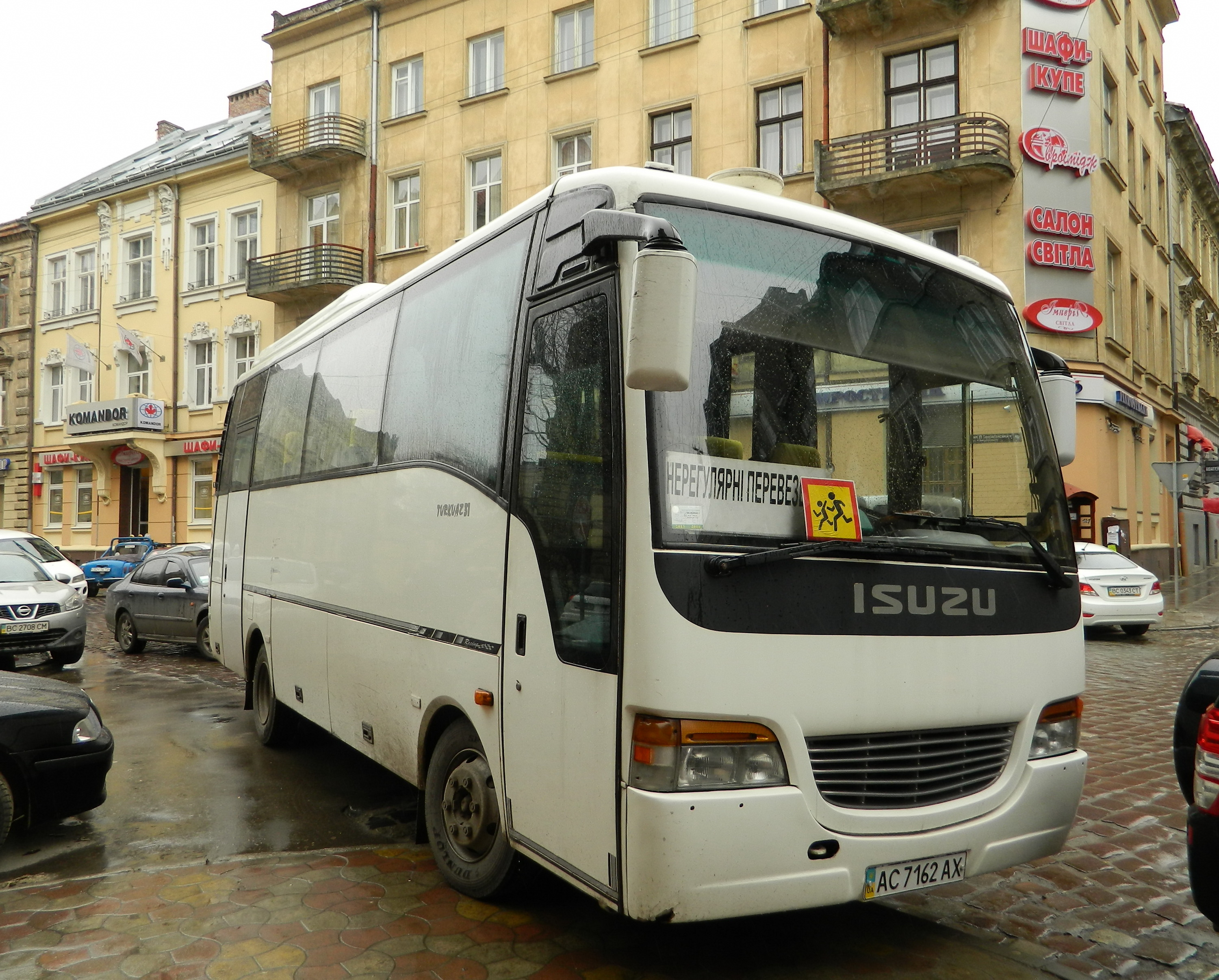
Isuzu Turkuaz in der Ukraine als Linienbus
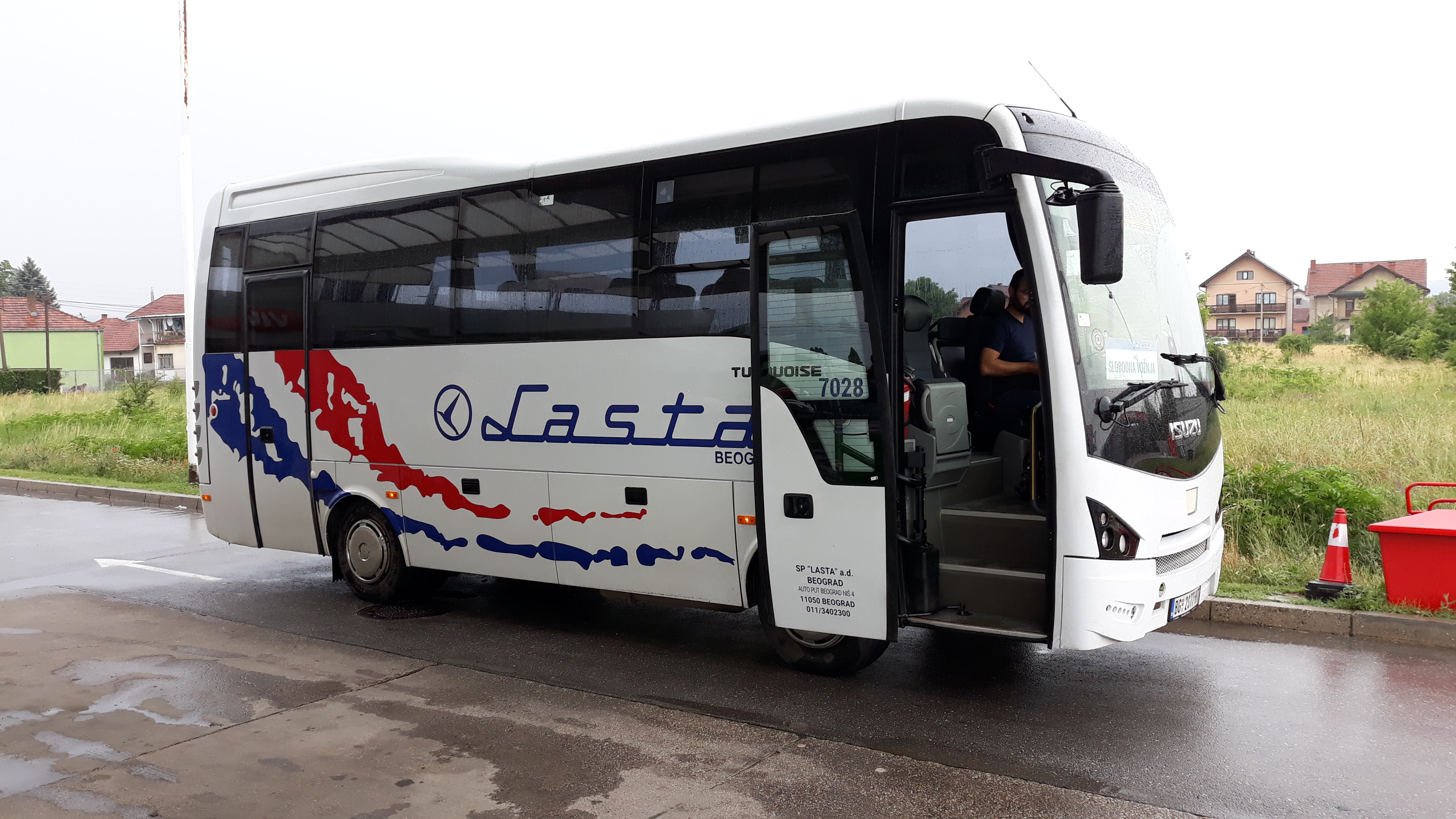
Als Fernlinienbus in Serbien